# Muldenhammer

Muldenhammer  est une commune de Saxe (Allemagne), située dans l'arrondissement du Vogtland, dans le district de Chemnitz. Elle a été créée le 1er octobre 2009 lors de la fusion des anciennes communes autonomes de Morgenröthe-Rautenkranz, Tannenbergsthal et Hammerbrücke.

## Personnalités liées à la ville
- Sigmund Jähn (1937-), cosmonaute né à Morgenröthe-Rautenkranz.
- Gerd Heßler (1948-), fondeur né à Tannenbergsthal.